# Cartographie UV
Pour les articles homonymes, voir Cartographie (homonymie).

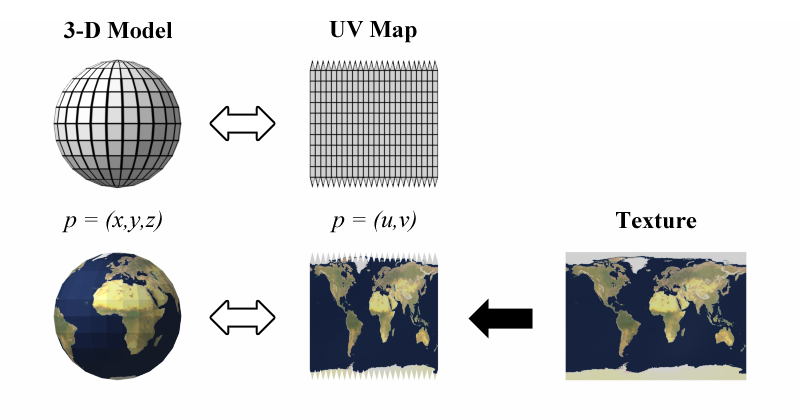
Application d'une texture dans l'espace UV par rapport à l'effet en 3D.

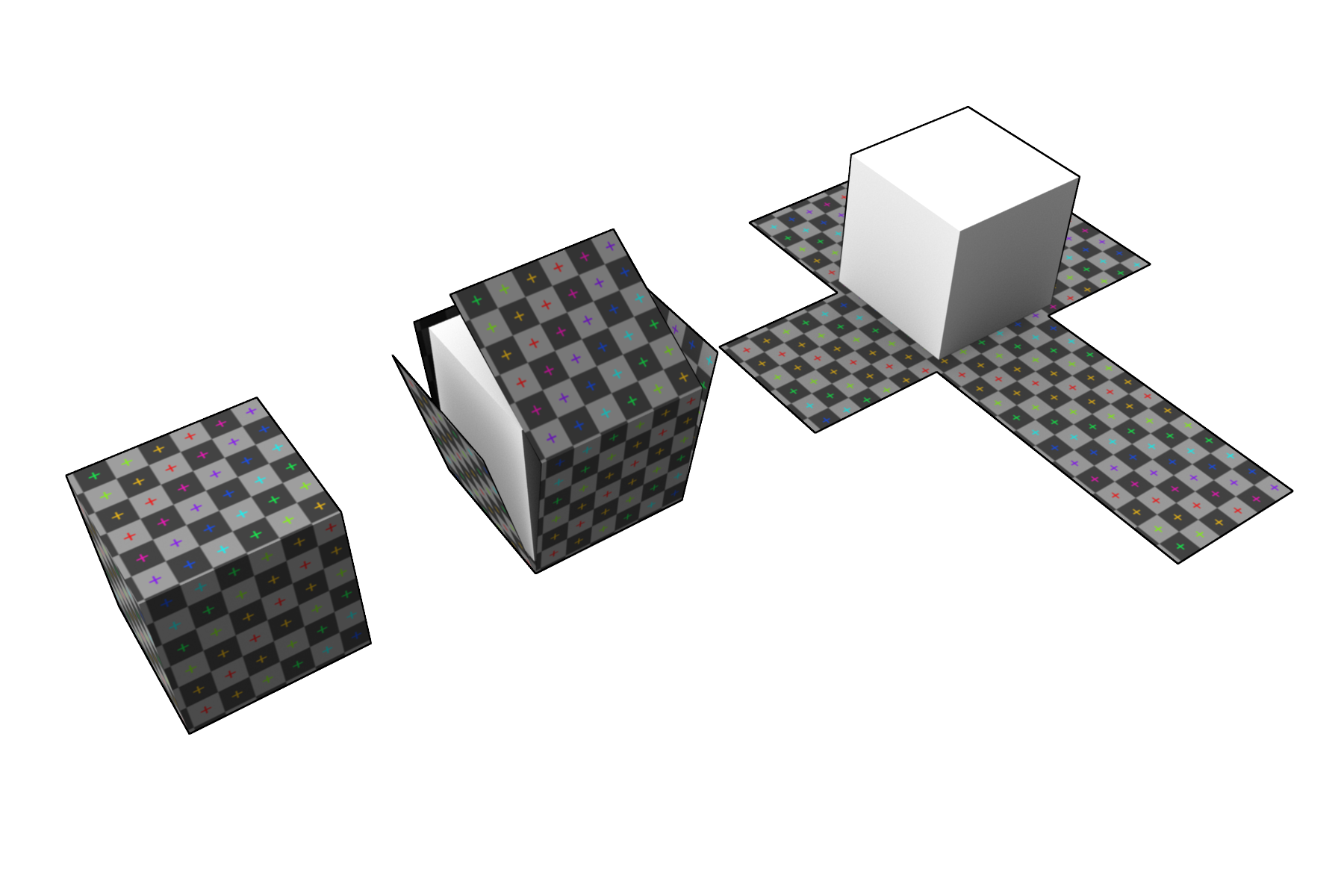
Représentation de la cartographie UV d'un cube. Le patron peut ensuite être texturé pour texturer le cube.

La cartographie UV est un processus de modélisation 3D consistant à projeter une image 2D sur la surface d'un modèle 3D pour lui appliquer une texture. Les lettres U et V désignent les axes de la texture 2D parce que X, Y et Z sont déjà utilisés pour désigner les axes de l'objet 3D dans son espace, tandis que W (avec X, Y et Z) est utilisé dans le calcul des rotations de quaternions, une opération courante en infographie.

## Procédé
La texturation UV permet de peindre en couleurs (et autres attributs de surface) les polygones composant un objet 3D à partir d'une image ordinaire. L'image s'appelle une carte de texture UV. Le processus de cartographie UV consiste à attribuer des pixels d'une image à ceux de la surface d'un polygone, généralement en copiant « par programmation » une partie triangulaire de l'image et en la collant sur un triangle de l'objet. La texturation UV est une alternative au mapping de projection (par exemple, en utilisant n'importe quelle paire des coordonnées X, Y, Z du modèle ou toute transformation de la position) ; il ne fait que correspondre à un espace de texture plutôt qu'à l'espace géométrique de l'objet. Le calcul du rendu utilise les coordonnées de texture UV pour déterminer la manière de peindre la surface tridimensionnelle.

## Application techniques

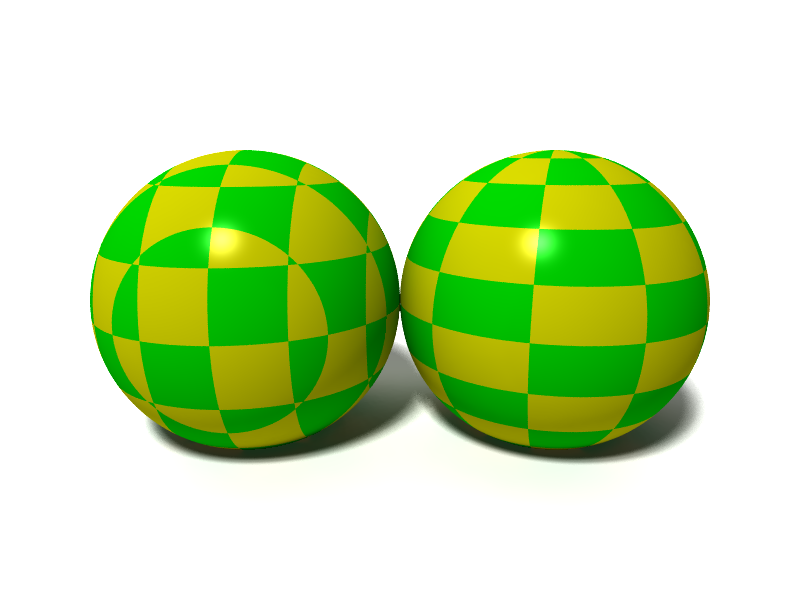
Une sphère en damier, sans (à gauche) et avec (à droite) cartographie UV (damier 3D ou damier 2D).

Dans l'exemple à droite, une texture en damier est attribuée à une sphère de deux manières. À gauche, sans cartographie UV, la sphère est couverte d'un damier 3d recouvrant l’espace euclidien. Avec la cartographie UV, les points du damier et ceux correspondants de la sphère se superposent en fonction de leur latitude et longitude.

### Dépliage d'UV
Lorsqu'un modèle est créé en tant que mesh, les coordonnées UV (également appelées « coordonnées de texture ») peuvent être générées pour chaque sommet du mesh. Une des méthodes consiste pour le modeleur 3D à déplier le maillage pour le mettre automatiquement à plat. Si le maillage est une sphère UV, par exemple, le modeleur peut le transformer en une projection cylindrique équidistante. Une fois le modèle déplié, l’artiste peut peindre une texture sur chaque face individuellement, en utilisant le maillage non déplié comme modèle. Lorsque la scène est rendue, chaque triangle sera positionné sur le mesh à partir de l'atlas de texture.
Une carte UV peut être générée automatiquement par le logiciel, créée manuellement par l’artiste, ou une combinaison des deux. Souvent, une carte UV est générée, puis l’artiste l’ajuste et l’optimise pour minimiser les étirements et les chevauchements. Si le modèle est symétrique, l'artiste peut superposer des cartes UV opposées pour permettre de peindre simultanément les deux côtés.
Les coordonnées UV sont appliquées sur chaque face. Cela signifie qu'une position de sommet spatiale partagée peut avoir différentes coordonnées UV. Ainsi, les UV adjacents peuvent être coupés et positionnés sur différentes zones de la carte de texture.
Le processus de cartographie UV, dans sa plus grande simplicité, nécessite trois étapes : le dépliage du maillage, la création de la texture et son application.